# Project management office
Pour les articles homonymes, voir PMO.
Le Project Management Office est un concept anglo-saxon repris en France le plus souvent sous les lettres PMO, plutôt que par sa traduction « Bureau de gestion de projets » ou son nom anglais.
Aujourd'hui, le PMO désigne une partie de l’organisation qui centralise tout ou partie du pilotage et du support au management des projets, des programmes, et des portefeuilles de projets d’une entreprise ou organisation. Son objectif est de faire progresser les capacités de réussite des projets par l’amélioration de leur pilotage, des méthodes et procédures, et des ressources et compétences nécessaires. Pour cela, il peut agir à la fois sur le projet lui-même mais aussi sur l’entreprise dans son ensemble. Le PMO est la source de documentation, d'orientation et de conseil des entreprises qui ont besoin de réponses sur des problèmes spécifiques.
En 2016, Darling & Whitty ont identifié la fonction et l'évolution du PMO au fil du temps. Il était tout d'abord considéré au début du XIXe siècle comme un type de gouvernance national relatif au milieu agricole. Ce n'est qu'à partir des années 1950 que le PMO est représentatif de ce à quoi il ressemble aujourd'hui. En effet, c'est au milieu du XXe siècle qu’apparaît pour la première fois la notion de gestion de projet.

## Fonctions liées aux projets, programmes, et portefeuilles
Il existe  de nombreuses sortes de PMO et un grand nombre de fonctions propre à un PMO, qui vont au-delà des standards et d’une simple méthodologie. Certains participent au management des projets stratégiques, par exemple au sein d'un Strategic Initiative Office (SIO). D'autres ont pour domaine une fonction ou une entité d'affaire, par exemple en Systèmes d'Information, en Recherche et Développement, ou encore en Production. D'autres enfin sont associés à un ou plusieurs projets, programmes, ou portefeuilles. Leurs tâches incluent notamment la mise en place de l'organisation nécessaire à un projet, la surveillance et le reporting des projets, ou dans le cas des portefeuilles la sélection des projets et la une prise de décision stratégique, le pilotage de la performance du portefeuille et le choix de poursuivre ou d’arrêter des projets. Le degré de contrôle et d’influence que possèdent les PMO dépend du type de structure du PMO de l’entreprise et de leur niveau. Cela peut-être :
- Une fonction de support (rôle consultatif)
- Une fonction de contrôle (tests de conformité)
- Une fonction de direction (en prenant le contrôle des projets).

Pour beaucoup, le PMO doit remplir des fonctions particulières. La 5e édition du PMBok a consacré une page et demie pour déterminer 6 fonctions au PMO. Hobbs et Aubry ont identifié 27 fonctions distinctes au PMO en soulignant ceux qui n’ont pas pour objectif de renforcer la performance du projet. En 2006, Darling et Whitty ont établi qu’il y avait un besoin de pratiques de gestion fondées sur des données probantes, que les consultants et les praticiens fournissent des solutions non fondées dont les organisations privées et publiques ont investi un grand nombre de chiffres financiers sans obtenir de résultats notoires.
Le PMO peut être dans certains cas un contributeur à la mise en œuvre de la stratégie d'une organisation. La Direction de l’entreprise fixe des objectifs qui se déclinent ensuite en projets, regroupés en portefeuilles de projets. Le PMO organise la sélection des projets stratégiques et suit l’exécution de ces divers projets de manière à s’assurer qu'ils vont bien permettre d'atteindre les objectifs de la stratégie. 

## Les trois types de PMO
Le PMO intervient sur les projets, programmes et portefeuilles. Ainsi, trois types de PMO existent:
- le PMO qui intervient sur un projet
- le PMO qui intervient sur un programme
- le PMO qui intervient sur un portefeuille

### Le PMO de projet
L'objectif du PMO de projet est d'aider le chef de projet à piloter son projet. Il peut être composé d'une ou plusieurs personnes, placées sous l'autorité (hiérarchique ou non) du chef de projet.
Le PMO de projet intervient alors sur différents aspects:
- Prise directe d'une partie du projet comme délégataire de l'autorité du chef de projet
- Formalisation, mise en place et animation de divers process de coordination
- Formalisation et mise en place du reporting à la direction
- Création et déploiement des outils de pilotage utiles aux contributeurs
- Accompagnement des contributeurs dans les processus de gestion de projet.

### Le PMO de programme
Le PMO de programme intervient de façon similaire à un PMO de projet, et accompagnera le responsable de programme sur d'autres aspects. L'enjeu est de bien coordonner les différentes composantes du programme et de standardiser les processus et la communication.

### Le PMO de portefeuille
Le PMO de portefeuille accompagne les projets et programmes sur tout le cycle de gestion de projet, y compris les étapes de validation et les décisions de création et de terminaison de projets, et développe une démarche d'amélioration continue.
Le PMO de portefeuille réalise donc les activités suivantes :
- Recueillir et trier les idées générées
- Sélectionner les idées à développer. Les idées deviennent alors des projets
- Accompagner le développement des projets
- Sélectionner les projets développés à passer en exécution
- Accompagner les projets en exécution
- Décider de la terminaison des projets en exécution
- Accompagner la clôture des projets.

Si le portefeuille considéré est au niveau de l'entreprise, dans ce cas le PMO est dit d'entreprise et peut alors avoir des prérogatives très étendues, notamment sur les membres de la communauté des projets.

## Fonctions liées à l’entreprise
Le rôle du PMO est d’améliorer et d’élargir les méthodes de gestion des projets au sein de l’entreprise. Cette fonction s’exerce sur chaque projet, mais aussi au niveau de l’organisation dans son ensemble. Le PMO va donc avoir plusieurs rôles liés à ses missions :
- Promouvoir les avancées dans le plan de développement du management de projet pour maintenir et renforcer l’implication de la direction dans le processus.

- Archiver et organiser les informations à propos des projets réalisés afin de ne pas perdre de mémoire les techniques développées.
- Partager le savoir accumulé avec toutes les équipes de gestion de projets notamment par le moyen de guides détaillés.
- Former les équipes aux techniques de management de projet.

Le PMO est ainsi le garant d’un ensemble cohérent de méthodologies de management de projet. Il peut être au cœur d'un Centre d'Excellence en Management de Projet et avoir pour objectif la maturité en management de projet de son organisation.

## Clés de performance
Les indicateurs clés de performance (KPI) aident une organisation à définir ses objectifs et sa stratégie. Dans un environnement de plus en plus compétitif, il est d'autant plus important que la fonction PMO soit en mesure d'apporter une réelle plus-value à l'organisation. Pour cela, un PMO va établir des objectifs clairs, mesurables et réalistes, sous la forme d'indicateurs clés de performance (KPI). En fait, mesurer la valeur du PMO (bureau de gestion de projet) joue un rôle essentiel dans la conduite de programmes réussis et dans la qualité des projets menés par l'organisation.
6 conseils pour créer de bons indicateurs clés de performance :
Un KPI de PMO doit être focalisé sur un seul objectif à atteindre. Il faut que cet objectif soit clairement identifiable et fiable autrement il est possible que l'on travaille pour atteindre le mauvais objectif, voir ne pas en atteindre du tout. En fait, il faut garder ces KPI équilibrés, mesurables et ciblés afin que le projet soit efficient. 
1. Un KPI de PMO devra refléter le fonctionnement de l'organisation car un KPI ne s'adapte pas à tous les styles d'entreprise. Il faut que le KPI mesure les fonctions de base du PMO fourni.
2. La collaboration : les dirigeants du PMO doivent collaborer avec les intervenants pour s'entendre et déterminer comment la fonction du KPI mesurera l'efficacité du PMO. Cette attente changera au fur et à mesure que les besoins organisationnels seront modifiés.
3. Ne laissez pas votre KPI à l'écart une fois le travail terminé, par la suite il faudra mettre en place un processus pour collecter et suivre les données. Vous     aurez besoin d'examiner les performances sur une base régulière et continue. La comparaison des données mois par mois ou année après année est un moyen puissant de démontrer l'efficacité de la fonction PMO.

Trois KPI dont chaque PMO a besoin :
1. le ROI. ROI est un KPI important mais qui reste difficile à mesurer. En effet, ce KPI évalue de façon globale la manière dont les projets délivrent des bénéfices à l'organisation en regard des investissements engagés. Cependant, de très multiples acteurs, et pas seulement le PMO, contribuent aux bénéfices délivrés par des projets ;
2. le KPI - temps de commercialisation. Il est assez facile à mettre en place et peut servir à améliorer les délais de commercialisation. De plus, il permet aussi de savoir si le délai de vente d'un produit a réussi à satisfaire les clients. À terme, votre PMO devrait augmenter la vitesse avec laquelle les projets sont livrés ;
3. le KPI – utilisation des ressources est un PMO très efficace qui garantit que le temps est utilisé de la manière la plus efficace possible en affectant des ressources aux tâches qui leur conviennent le plus.

## Performance
Selon le Standish CHAOS Report (2009), 68 % des projets informatiques ne correspondent pas aux attentes visées en matière des critères de temps/coût/objectif. En effet, seulement 32 % des projets ont été achevés à temps et ont fourni des avantages mesurables aux entreprises et aux intervenants.
Il y a de nombreuses raisons à ces échecs.
D’après une étude de PricewaterhouseCoopers, sur 1 524 organisations, les mauvaises estimations et planifications dans la gestion des projets constituent 30 % des échecs. Une mauvaise gestion financière des projets constitue quant à elle un taux d'échec de 16 %. Enfin, des objectifs et des attentes d’un projet qui ont été mal définis constituent un taux d'échec 12 %. Il a également été constaté que recourir à un PMO augmentait le succès et le rendement de l'entité concernée. L'enquête indique que l'exploitation d'un PMO est l'une des trois principales raisons qui ont conduit à la réalisation réussie du projet.En résumé, généralement les objectifs sont difficiles à évaluer et donc à définir. C'est pourquoi les KPI ne sont pas optimisés et s’adaptent mal aux objectifs à atteindre.
En France, la notion de PMO reste méconnue et confuse. Toutefois, de grands projets et de grandes entreprises ont adopté ce métier et l'ont déployé en leur sein. Les spécificités culturelles françaises semblent constituer un facteur de freinage du développement des PMO. Une certaine méfiance des gestionnaires de projets existe concernant ces structures de type PMO qui s’apparentent à une nouvelle couche de bureaucratie. Il représente une autorité supplémentaire avec qui il faudrait négocier en permanence tout au long d’un projet.

## Confusion Chef de Projet - Project Management Officer
Il est courant en France de confondre le rôle de Chef de Projet et celui de PMO. Il s'agit d'une confusion produite notamment par l'utilisation du sigle PMO qui peut être lu soit « Project Management Office » soit Project Management Officer. Dans le premier cas, il représente un service et non une personne. Dans le second, il désigne la personne responsable du service (même si ce service ne comprend qu'elle-même d'ailleurs). 
Dans le monde anglo-saxon, l'appellation Project Manager ou PM désigne un Chef de Projet. Dans le cas de la gestion d'un programme (constitué de plusieurs projets) on emploie Program Manager ou bien Program Director, soit le directeur de programme en français.
Les PMO peuvent s'adjoindre des fonctions spécifiques, par exemple celle de PCO (Project Control Officer) que l'on pourrait traduire par « contrôleur de projets » pour ce qui est de la fonction de contrôle. Ce PCO travaille en collaboration étroite avec le Project Manager / Chef de Projet, ou bien avec le Program Director / directeur de programme lorsqu'il est affecté à plusieurs projets d'un même programme.